# Kenia na Letnich Igrzyskach Olimpijskich 1996
Kenię na Letnich Igrzyskach Olimpijskich 1996 reprezentowało 52 zawodników : 42 mężczyzn i 10 kobiet. Był to 9 start reprezentacji Kenii na letnich igrzyskach olimpijskich. Reprezentanci Kenii zdobyli 8 medali wszystkie w lekkoatletyce.

## Zdobyte medale
| Medal  | Zawodnik         | Dyscyplina    | Konkurencja                            | Rezultat  |
| ------ | ---------------- | ------------- | -------------------------------------- | --------- |
| Złoto  | Joseph Keter     | Lekkoatletyka | bieg na 3000 m z przeszkodami mężczyzn | 8:07,12   |
| Srebro | Paul Tergat      | Lekkoatletyka | bieg na 10 000 m mężczyzn              | 27:08,17  |
| Srebro | Paul Bitok       | Lekkoatletyka | bieg na 5000 m mężczyzn                | 13:08,16  |
| Srebro | Moses Kiptanui   | Lekkoatletyka | bieg na 3000 m z przeszkodami mężczyzn | 8:08,33   |
| Srebro | Pauline Konga    | Lekkoatletyka | bieg na 5000 m kobiet                  | 15:03,49  |
| Brąz   | Fred Onyancha    | Lekkoatletyka | bieg na 800 m mężczyzn                 | 1:42,79   |
| Brąz   | Stephen Kipkorir | Lekkoatletyka | bieg na 1500 m mężczyzn                | 3:36,72   |
| Brąz   | Erick Wainaina   | Lekkoatletyka | maraton mężczyzn                       | 2:12:44 h |

## Skład kadry

### Boks
Mężczyźni
- George Maina Kinianjui – waga lekka (do 60 kg) – 17. miejsce,
- Peter Bulinga – waga lekkopółśrednia (do 63,5 kg) – 17. miejsce,
- Evans Ashira – waga półśrednia (do 67 kg) – 17. miejsce,
- Peter Odhiambo – waga półciężka (do 81 kg) – 17. miejsce,
- Ahmed Rajab Omari – waga ciężka (do 91 kg) – 9. miejsce

### Łucznictwo
Mężczyźni
- Dominic Rebelo – turniej indywidualny – 61. miejsce

Kobiety
- Jennifer Mbuta – turniej indywidualny – 62. miejsce

### Lekkoatletyka
Mężczyźni
- Donald Onchiri – bieg na 100 m – odpadł w eliminacjach,
- Joseph Gikonyo – bieg na 200 m – odpadł w eliminacjach,
- Samson Kitur – bieg na 400 m – odpadł w półfinale,
- Kennedy Ochieng – bieg na 400 m – odpadł w ćwierćfinale,
- Charles Gitonga – bieg na 400 m – odpadł w eliminacjach,
- Fred Onyancha – bieg na 800 m – 3. miejsce,
- David Kiptoo – bieg na 800 m – 6. miejsce,
- Philip Kibitok – bieg na 800 m – odpadł w półfinale,
- Stephen Kipkorir – bieg na 1500 m – 3. miejsce,
- Laban Rotich – bieg na 1500 m – 4. miejsce,
- William Tanui – bieg na 1500 m – 5. miejsce,
- Paul Bitok – bieg na 5000 m – 2. miejsce,
- Thomas Nyariki – bieg na 5000 m – 5. miejsce,
- Shem Kororia – bieg na 5000 m – 9. miejsce,
- Paul Tergat – bieg na 10 000 m – 2. miejsce,
- Josphat Machuka – bieg na 10 000 m – 5. miejsce,
- Paul Koech – bieg na 10 000 m – 6. miejsce,
- Erick Wainaina – maraton – 3. miejsce,
- Lameck Aguta – maraton – 52. miejsce,
- Ezequiel Bitok – maraton – 56. miejsce,
- Erick Keter – bieg na 400 m przez płotki – odpadł w eliminacjach,
- Gideon Biwott – bieg na 400 m przez płotki – odpadł w eliminacjach,
- Barnabas Kinyor – bieg na 400 m przez płotki – odpadł w eliminacjach,
- Joseph Keter – bieg na 3000 m z przeszkodami – 1. miejsce,
- Moses Kiptanui – bieg na 3000 m z przeszkodami – 2. miejsce,
- Matthew Birir – bieg na 3000 m z przeszkodami – 4. miejsce,
- Samson Kitur, Kennedy Ochieng[1], Julius Chepkwony, Simon Kemboi, Samson Yego  – sztafeta 4 × 400 m – nie stanęli na starcie w biegu finałowym (kontuzje zdekompletowały sztafetę[2])
- David Kimutai – chód na 20 km – 23. miejsce,
- Justus Kavulanya – chód na 20 km – 40. miejsce,
- Julius Sawe – chód na 20 km – nie ukończył chodu (dyskwalifikacja),
- Remmy Limo – skok w dal – 37. miejsce,
- Jacob Katonon – trójskok – 28. miejsce,

Kobiety
- Naomi Mugo – bieg na 1500 m – odpadła w półfinale,
- Pauline Konga – bieg na 5000 m – 2. miejsce,
- Rose Cheruiyot – bieg na 5000 m – 8. miejsce,
- Lydia Cheromei – bieg na 5000 m – odpadła w eliminacjach,
- Tegla Loroupe – bieg na 10 000 m – 6. miejsce,
- Sally Barsosio – bieg na 10 000 m – 10. miejsce,
- Angeline Kanana – maraton – 15. miejsce,
- Joyce Chepchumba – maraton – nie ukończyła biegu,
- Selina Chirchir – maraton – nie ukończyła biegu

### Podnoszenie ciężarów
Mężczyźni
- Collins Okothnyawallo – kategoria do 99 kg – 25. miejsce

### Strzelectwo
Mężczyźni
- Anuj Desai – karabin małokalibrowy leżąc 50 m – 49. miejsce